# Pteropus ocularis
Pteropus ocularis (Крилан серамський) — вид рукокрилих, родини Криланових.

## Поширення, поведінка
Країни поширення: Індонезія — острови англ. Buru, Ambon, Seram. Лаштує сідала поодинці й невеликими групами, але також іноді й великими групами. Живе у первинних лісах, вторинних лісах і садах. Раціон цього виду складається з мангрових квітів (Bruguiera gymnorrhiza) і фруктів.  

## Загрози та охорона
Цей вид під загрозою вирубки лісу і розширення сільського господарства. Цей вид занесений до Додатка II СІТЕС. Він знаходиться в англ. Manusela National Park.